# Hełm SPECTRA

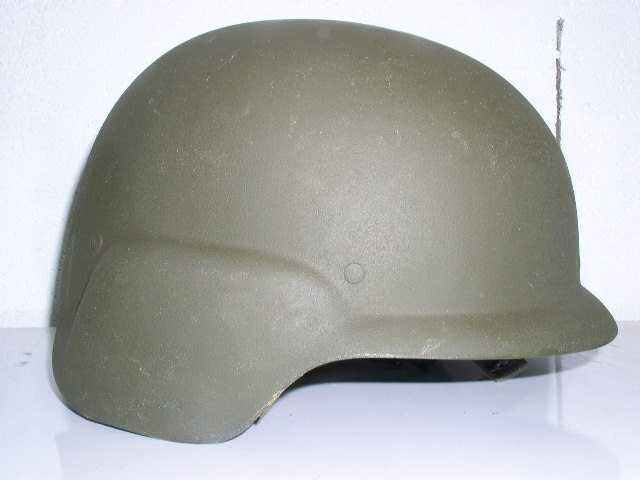
Hełm SPECTRA bez pokrowca maskującego

SPECTRA F2 (Casque de combat CGF Gallet) – współczesny hełm kevlarowy, będący na wyposażeniu m.in. Francuskich Sił Zbrojnych. Następca hełmu F1 Mle 1978.
Hełm SPECTRA powstał w latach 90. Kształt czerepu wzorowany jest na tym z hełmu PASGT. SPECTRA zapewnia ochronę przed odłamkami 1,1 g o prędkości 680 m/s. Hełm malowany jest na kolor zielony (lub niebieski dla wojsk ONZ). W celach maskujących do hełmu używany jest pokrowiec w kamuflażu Camouflage Centre Europe (CCE).
Oprócz armii francuskiej hełmy SPECTRA (lub ich modyfikacje) są na stanie żołnierzy Danii, Kanady oraz Austrii.
Producentem hełmu SPECTRA jest firma CGF Gallet SA.